# Quarta Batalla de Kawanakajima

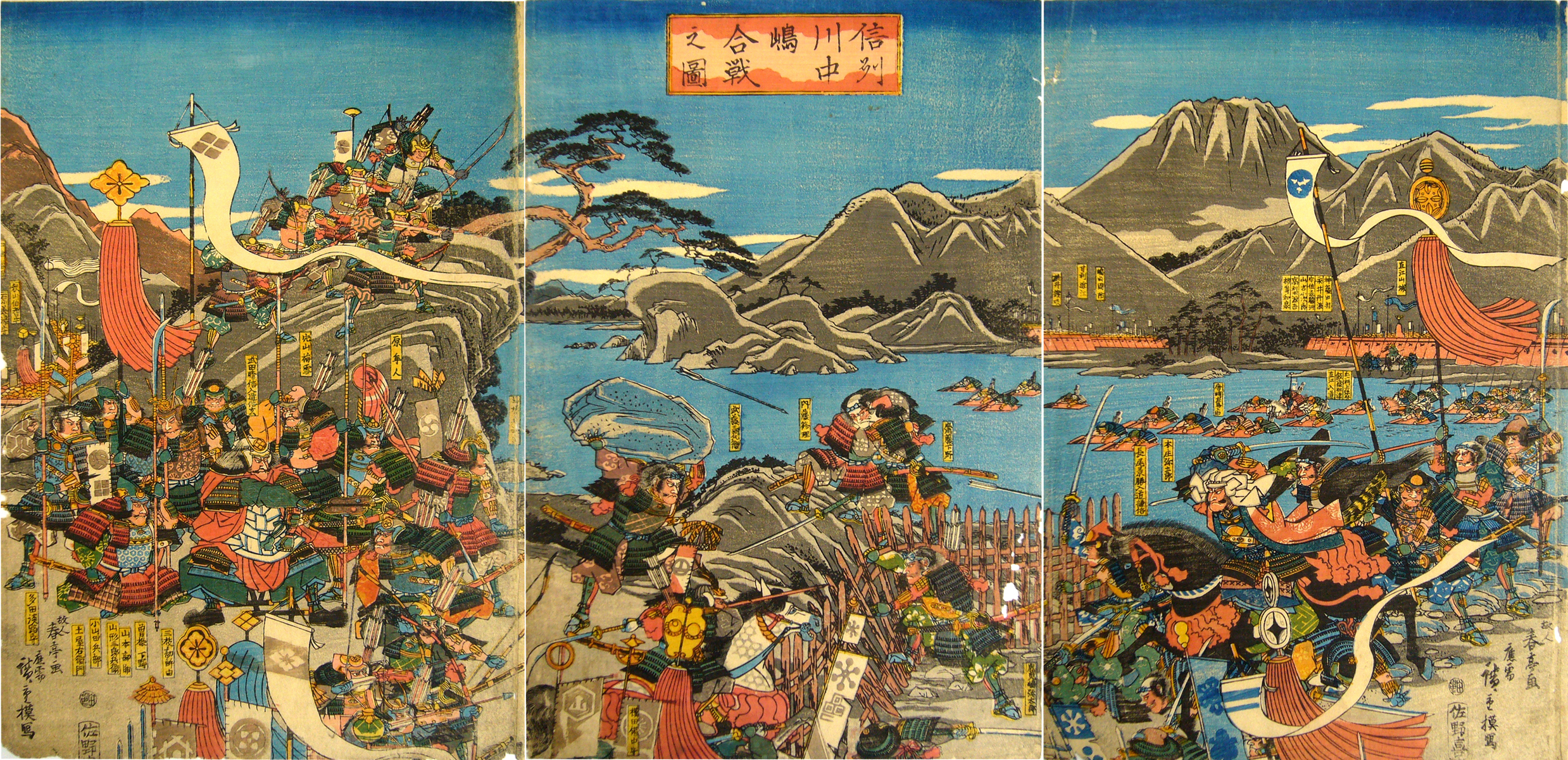
La batalla de Kawanakajima, Shingen a l'esquerra i Kenshina la dreta, imprès per Utagawa Hiroshige (1845)

La Quarta Batalla de Kawanakajima (川中島の戦い Kawanakajima no tatakai) formà part d'una sèrie de conflictes bèl·lics durant el període Sengoku de la història del Japó entre les forces dels llegendaris rivals Takeda Shingen i Uesugi Kenshin. Aquesta batalla de 1561 fou la de major importància d'aquesta sèrie coneguda com les Batalles de Kawanakajima.

## La batalla
La Quarta Batalla de Kawanakajima deixà gran quantitat de baixes en ambdós bàndols. En percentatge fou la que més en deixà durant tot el període Sengoku, a més de ser una de les batalles on les tàctiques desenvolupades són les més interessants d'analitzar de tot el període
El setembre de 1561, Uesugi Kenshin deixà el castell Kasugayama amb un exèrcit de 18.000 homes, amb la determinació d'acabar amb Takeda Shingen. Kenshin deixà algunes tropes a Zenko-ji i dirigí el seu exèrcit principal i prengué posicions a Saijoyama, una muntanya a l'oest i per damunt del castell Kaizu de Shingen, el qual es trobava custodiant tan sols per 150 samurais. El general en cap del castell, Kōsaka Masanobu, ideà un sistema de senyals de fum amb el que informà a Shingen, que es trobava al castell Tsutsugasaki, a 130 kilòmetres de distancia, dels moviments de Kenshin.
Shingen sortí de Kōfu amb 16.000 efectius i se li uniren 4.000 més en el seu recorregut a través de la Provincia de Shinano, acostant-se a Kawanakajima per la ribera oest del Chikumagawa, mantenint el riu entre ell i Saijoyama. Cap exèrcit atacà, sabent que la victòria requeriria de l'element sorpresa, i fins i tot es permeté a Shingen que entrés a la seva fortalesa de Kaizu, juntament amb el seu gun-bugyō (comissionat d'armes), Yamamoto Kansuke.
Kōsaka Masanobu sortí del castell amb 8.000 homes, avançant a través de Saigoyama de nit amb la intenció de dirigir l'exèrcit de Kenshin fins a la planura on Takeda Shingen esperava amb altres 8.000 homes en una formació kakuyoku o “ales de grua”. Ja sigui per l'informe d'espies a Kaizu o exploradors a Saijoyama, Kenshin s'assabenta de les intencions i dirigí el seu exèrcit cap a la planura. En lloc de fugir de l'atac de Kōsaka a trenc d'alba, l'exèrcit de Kenshin es mogué silenciosament utilitzant bocins de cotó per a esmorteir el soroll de les petjades dels cavalls, descendint de la muntanya. A l'alba, els homes de Shingen es trobaren amb l'exèrcit de Kenshin llest per a atacar i no en fugida com ells havien anticipat.
Les forces de Kenshin acataren per onades en una formació Kuruma Gakari, en la que cada element del front de batalla és reemplaçat quan es troba cansat o ferit. Dirigint l'avançada de Kenshin es trobava un dels seus "Vint-i-vuit generals", Kakizaki Kageie. La unitat muntada de Kageie atacà la unitat de Takeda Nobushige, on aquest darrer perdé la vida. Mentre que la formació Kakuyoku aguantà sorprenentment bé, els comandants del clan Takeda anaren caient d'un en un. Veient que el seu pla de "pinces" havia fallat, Yamamoto Kansuke carregà contra l'exèrcit principal de Kenshin i, ferit per aquest combat, es retirà a un turó proper on cometé seppuku.
Enmig de la batalla, Uesugi Kenshin aconseguí arribar fins al lloc de comandament principal del propi Takeda shingen, donant lloc a un dels combats més famosos de la història del Japó. Kenshin aconseguí introduir-se fins on es trobava Shingen i tractà d'assestar-li varis cops de katana, Shingen no es trobava preparat per al duel, de manera que només pogué repel·lir els atacs amb el seu tessen, el seu ventall de guerra. Afortunadament per Shingen, un dels seus servents aconseguí ferir el cavall de Kenshin amb una llança, obligant-lo a retirar-se.
L'exèrcit principal de Takeda aguantà els embats de Kenshin. Obu Saburohei repel·lí els atacs dels samurais de Kageie. Anayama Nobukumi destruí a Shibata d'Echigo i obligà a que les forces principals de Kenshin retrocedissin fins a Chikumigawa.
Mentrestant, les forces de Kōsaka Masanobu arribaren fins dalt del Saijoyama i no trobaren les forces de Kenshin, de manera que feren via en davallar la muntanya. Després d'una lluita desesperada, pogueren travessar les línies defensades per 3.000 soldats a les ordres d'Amakazu Kagemochi per a arribar en l'auxili de les forces principals de Takeda. Molts dels principals comandants del Shingen, coneguts com "els Vint-i-quatre generals" incloent als seu germà Takeda Nobushige i al seu besoncle Murozumi Torasada moriren en el camp de batalla.
Al final, l'exèrcit del clan Uesugi patí el 72% de baixes, mentre que el de Takeda un 62%. Les cròniques d'aquesta batalla semblen indicar que Shingen no realitzà cap esforç per a detenir Kenshin durant la seva retirada després de la batalla, cremant el campament de Saijoyama des del qual tornaren a Zenko-ji i, més tard, a la provincia d'Echigo.